# Джордж Рейнор
Джордж Сідней Рейнор (англ. George Sidney Raynor, 13 січня 1907, Хойланд, Велика Британія — 24 листопада 1985, Бакстон, Велика Британія) — англійський футболіст, що грав на позиції півзахисника. По завершенні ігрової кар'єри — тренер.
Виступав, зокрема, за клуби «Шеффілд Юнайтед» та «Бері».
Дворазовий володар Кубка Швеції (як тренер). На чолі збірної Швеції — олімпійський чемпіон.

## Ігрова кар'єра
Народився 13 січня 1907 року в місті Хойланд, що близько Барнслі, в сім'ї шахтаря. Вихованець юнацьких команд футбольних клубів «Елсекар Байбл Клас» і «Мексборо Атлетік».
У дорослому футболі дебютував 1929 року виступами за команду клубу «Вомбвелль», в якій провів один сезон. 
Своєю грою за цю команду привернув увагу представників тренерського штабу клубу «Шеффілд Юнайтед», до складу якого приєднався 1930 року. Відіграв за команду з Шеффілда наступний сезон своєї ігрової кар'єри.
Згодом з 1932 по 1935 рік грав у складі команд клубів «Менсфілд Таун» та «Ротергем Юнайтед».
1935 року уклав контракт з клубом «Бері», у складі якого провів наступні три роки своєї кар'єри гравця. 
Завершив професійну ігрову кар'єру у клубі «Олдершот», за команду якого виступав протягом 1938—1939 років.

## Кар'єра тренера

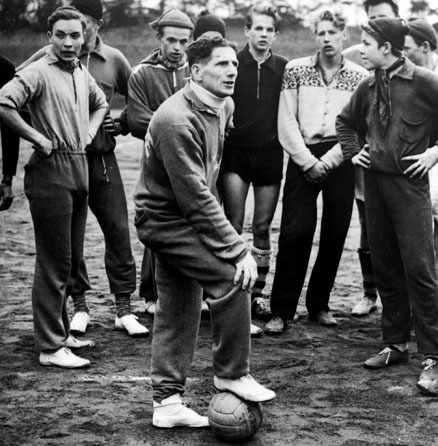
Рейнор як тренер

Розпочав тренерську кар'єру, повернувшись до футболу після невеликої перерви, 1943 року, очоливши тренерський штаб збірної Іраку.
1946 року став головним тренером збірної Швеції, яку тренував вісім років.
Згодом протягом 1948–1952 років очолював тренерський штаб клубу АІК.
1954 року прийняв пропозицію попрацювати у клубі «Лаціо». Залишив «біло-блакитних» 1955 року.
Протягом одного року, починаючи з 1956, був головним тренером команди «Ковентрі Сіті».
1956 року був запрошений керівництвом збірної Швеції знов очолити команду. Він зміг переконати Шведський футбольний союз в необхідності залучення гравців-професіоналів, які виступають за іноземні клуби. І на чемпіонат світу 1958 поїхали найсильніші гравці, включаючи Лідгольма, Хамріна, Сельмоссона і Скоглунда, що грали в Італії, а також Брор Мельберга з чемпіонату Франції. З цими футболістами Швеція, по ходу турніру, змогла обіграти чемпіонів і віце-чемпіонів минулого турніру, німців і угорців, а також олімпійських чемпіонів 1956, збірну СРСР. Лише у фіналі Швеція програла Бразилії з рахунком 2:5. За це досягнення Рейнер став кавалером ордена Вази.
У 1960 році очолював тренерський штаб команди «Юргорден».
1961 року строком на один рік втретє став головним тренером збірної Швеції.
Протягом тренерської кар'єри також очолював команди клубів ГАІС, «Отвідабергс ФФ» та «Сеньєсс Таун», а також входив до тренерських штабів клубів «Олдершот» та «Ювентус».
Останнім місцем тренерської роботи був клуб «Донкастер Роверз», головним тренером команди якого Джордж Рейнор був з 1967 по 1968 рік.
В кінці життя Райнер отримав інвалідність через ускладнений ревматизм. Помер 24 листопада 1985 року на 79-му році життя в місті Бакстон, графство Дербішир.

## Титули і досягнення

### Як тренера
- Володар Кубка Швеції (2):

АІК: 1949, 1950
- Олімпійський чемпіон: 1948
- Бронзовий олімпійський призер: 1952
- Віце-чемпіон світу: 1958
- Бронзовий призер чемпіонату світу: 1950

## Нагороди
- Кавалер ордена Вази: 1958